# Дивергент 3: Віддана
«Дивергент. Глава 3: Віддана» (англ. The Divergent Series: Allegiant) — американський постапокаліптичний фантастичний бойовик 2016 року. Третій фільм у серії, що базується на однойменній завершальному романі в трилогії Вероніки Рот. Продовження фільмів «Дивергент» (2014) та «Інсургент» (2015).
Прем'єру фільму у США відбулася 18 березня 2016, а в Україні — 10 березня 2016.
Початково фільм мав назву «Віддана — частина 1», оскільки автори планували випустити четвертий фільм під назвою, відповідно, «Віддана — частина 2», але після того, як стало зрозуміло, що другої частини не буде, фільм вирішили перейменувати на просто «Віддана».

## Анотація
Беатріс Праєр та Тобіас Ітон зважуються вийти у світ за межі периметру, та їх бере під опіку містична агенція, знана як Бюро Генетичного Благополуччя.

## Ролі
| Актор           | Роль                 |
| --------------- | -------------------- |
| Шейлін Вудлі    | Беатріс «Тріс» Праєр |
| Тео Джеймс      | Тобіас «Чотири» Ітон |
| Майлз Теллер    | Пітер Хейс           |
| Енсел Елгорт    | Калеб Праєр          |
| Наомі Воттс     | Евелін Джонсон-Ітон  |
| Зої Кравітц     | Крістіна             |
| Октавія Спенсер | Джоанна              |
| Джефф Деніелс   | Девід                |
| Меггі К'ю       | Торі Ву              |
| Білл Скашгорд   | Метью                |
| Ешлі Джад       | Наталі Праєр         |
| Деніел Де Кім   | Джек Кан             |
| Ксандер Берклі  | Філіп                |
| Рей Стівенсон   | Маркус Ітон          |
| Джанет Мактір   | Едіт Прайор          |